# Nacionalización del petróleo
Se le denomina nacionalización del petróleo al conjunto de políticas que ejecutan los gobiernos de los países con miras a desprivatizar la extracción de petróleo. Esta práctica está normalmente motivada por el hecho de que de esta forma el Estado se reserva el derecho de explotar y obtener el control mayoritario o total de las ganancias por concepto de exportaciones de este recurso, que a menudo son para sus necesidades 
Kate Dourian, editora de Platts para Oriente Medio, precisa que mientras las estimaciones de las reservas de petróleo pueden variar, la política ahora se ha incorporado a la ecuación del suministro de petróleo. «Algunos países están prohibiendo la entrada. Estos países son reticentes ahora a compartir sus reservas.» Según la empresa consultora estadounidense PFC Energy, solamente el 7% de los estimados mundiales de petróleo y las reservas de gas se hallan en países que permiten inversiones en el sector a compañías extranjeras. El 65% está en manos de compañías públicas del Estado, tales como Saudi Aramco en Arabia Saudí, Pemex en México o PDVSA en Venezuela, donde el acceso para las compañías occidentales es muy complicado. Algunos países como Brasil (Petrobras) o Rusia (Gazprom), cuyas compañías públicas también monopolizan la extracción de petróleo, sí permiten la entrada de capital privado en sus gigantes petroleros, aunque el Estado se reserva el control de las compañías. En otros casos, como el de Noruega, el Estado aunque permite la extracción a empresas privadas, interviene en la industria petrolera a través de poderosas empresas con participación estatal mayoritaria, como el caso noruego de Statoil, cuyas ganancias se depositan en el fondo soberano noruego Government Pension Fund of Norway. Esta última práctica es también utilizada por otros países petroleros.
El estudio de PFC da a entender que son factores políticos los que están limitando los aumentos de capacidad en México, Venezuela, Irán, Irak, Kuwait y Rusia. Arabia Saudita también está limitando su capacidad de expansión, pero debido a un tope autoimpuesto, algo diferente de lo que ocurre en otros países. Como consecuencia de no tener acceso a países abiertos a la inversión extranjera para exploración petrolífera, grandes petroleras privadas como ExxonMobil no están realizando inversiones tendientes a encontrar nuevos yacimientos, como sí lo hizo Exxon en 1981, en un momento en que los precios del petróleo alcanzaban máximos históricos.

## Irán
Irán, que es uno de los líderes exportadores de petróleo a nivel mundial, podría convertirse en un país importador en la siguiente década debido al incremento de la demanda y al lento crecimiento de la producción.  La población iraní, poseyendo la segunda reserva probada de petróleo del mundo, se enfureció cuando su gobierno introdujo un racionamiento de petróleo con un aviso de solo dos horas.  Debido a una capacidad limitada de refinación, se ha desalentado el uso de la gasolina. Poco después del racionamiento del petróleo y la gasolina, lo cual redujo la demanda en algunas áreas del país entre  20% y 30%, se anunció que ya no se producirían automóviles que solo funcionen con gasolina.

## México
México nacionalizó su industria petrolera en 1938, y jamás ha sido privatizada, restringiendo la inversión extranjera. Desde que el gigantesco Complejo Cantarell en  México comenzó a declinar, la compañía petrolera estatal Pemex ha hecho frente a una intensa oposición política para tratar de abrir los sectores energéticos mexicanos del petróleo y el gas a la participación extranjera. Muchos expertos piensan que Pemex no tiene la capacidad para desarrollar activos petroleros en aguas profundas por sí misma, pero necesita hacerlo si quiere contener la disminución de la producción de petróleo en México.

## Rusia
En Rusia, el gobierno de Vladímir Putin ha presionado a la compañía Shell para que entregue el control de uno de los proyectos más grandes de la isla de Sajalín a la compañía rusa Gazprom. El fundador de Yukos (anteriormente compañía privada), Mijaíl Jodorkovski, también fue enviado a prisión, y la compañía absorbida por la paraestatal rusa Rosneft.
Estos movimientos han puesto mucha tensión en la confianza de compañías petroleras internacionales de poder formar sociedades con Rusia.

## Venezuela
En 1938 el presidente Eleazar López Contreras promulga una nueva ley de Hidrocarburos, en la cual establece el aumento de las regalías, así como el de los impuestos de exploración y explotación. También se autorizaba al Estado para la creación de empresas o institutos para el desarrollo de lo relacionado con la actividad petrolera.
Para el 13 de marzo de 1943, Isaías Medina Angarita promulga otra ley de Hidrocarburos, en ella se establecían nuevos "avances" para el Estado venezolano, porque a partir de entonces se debía refinar al menos el 10% del crudo en Venezuela; la regalía o impuesto a la explotación no podía se inferior a 16,7%; el Estado venezolano recibía un beneficio del 50% por la explotación petrolera y un 12 % del Impuesto sobre la renta. También se establecieron nuevos impuestos para evitar que las compañías mantuvieran campos ociosos. Mientras el mundo se encontraba en plena Segunda Guerra Mundial, Venezuela incrementó su producción petrolera para proveer a los aliados de combustible, gran parte del petróleo se refinaba en las islas caribeñas. Aunque la regla de ganancias del 50% para el Estado y 50 % para las compañías ya estaba contemplada, esta no se llegó a aplicar, se mantuvo la relación 43% Estado y 57% compañías hasta la caída del gobierno de Medina que fue derrocado el 18 de octubre de 1945. Esta situación hizo que Medina insistiera en la necesidad de instalar grandes refinerías en territorio Nacional, al término de la gran guerra se logró que empresas petroleras internacionales invirtieran en proyectos como la refinería de Amuay y la Refinería Cardón Lo que dio un impulso petrolero al país y dio inicio a una nueva política energética para los proyectos que se gestaban en el bajo Caroni. Venezuela se declaró imparcial hasta febrero de 1945. Con la caída del gobierno de Medina se instala un gobierno interino a cargo de Rómulo Betancourt, que luego da paso en 1948 a otro electo democráticamente presidido por Rómulo Gallegos, durante ese tiempo se impulsó la política petrolera de "no más concesiones" del cual también fue autor el entonces Ministro de Fomento de esos dos períodos Juan Pablo Pérez Alfonzo. Si bien estos no habían aplicado de inmediato el reajuste del 50%-50% o fifty-fifty apenas inician el nuevo gobierno lo implementan en 1948, pero días después el 24 de noviembre de ese año cae el gobierno de Gallegos por un golpe militar.
La industria petrolera venezolana fue nacionalizada el 1 de enero de 1976, durante la primera presidencia de Carlos Andrés Pérez. Se fundó con la compañía estatal petrolera Petróleos de Venezuela Sociedad Anónima (PDVSA), que a partir de entonces se reservó los derechos de exploración y explotación de yacimientos en el país.

## Panoramas alternos
El comerciante de mercancías Raymond Learsy, autor del libro Over a Barrel: Breaking the Middle East Oil Cartel, sostiene que los consumidores han sido entrenados por la OPEP para creer que el petróleo es un recurso mucho más limitado de lo que en realidad es. Para apoyar su argumento, señala viejas falsas alarmas y una aparente fabricación de las mismas.   También  cree que los analistas del cénit del petróleo están conspirando junto con la OPEP y las compañías petroleras para crear un "drama fabricado del cénit del petróleo" para incrementar los precios del petróleo y sus ganancias. Vale la pena hacer notar que para esa época el precio del petróleo ya había subido a más de 30 dólares por barril (para finales de mayo de 2008 los precios se habían incrementado hasta una cifra récord de más de 100 dólares por barril). Un contraargumento fue publicado en el diario Huffington Post después de que Raymond Learsy y Steve Andrews, cofundador de la ASPO, tuvieron un debate en el canal de información económica CNBC (filial de NBC) en junio de 2007.